# Навигација
Навигација је наука и вештина вођења брода, авиона и других објеката с једне на другу тачку на Земљи воденим и ваздушним путем, те свемирске летелице кроз свемир. Област навигације обухвата четири опште категорије: копнену навигацију, поморску навигацију, ваздухопловну навигацију и свемирску навигацију.
Основни задаци навигације су одређивање курса, удаљености између два места и одређивање позиције брода (авиона, свемирског брода) због провере стварно преваљеног пута. Средства и начини за решавање тих задатака зависе од степена развоја науке и технике, па је развој навигације уско повезан са достигнућима астрономије, математике, хидрографије и технике.

## Развој навигације

### Стари век
О развоју навигације у старом веку мало се зна. Најстарији начин навигације је пловидба дању у видокругу копна. Од навигационих помоћних средстава употребљавао се једино ручни дубиномер. Пловидбу ноћу и оријентацију према звездама око 15. века п. н. е. описује Хомер у Одисеји.
Грци су преваљени пут и удаљеност мерили у стадијумима (око 1 / 10 М); уз обалу су се оријентисали помоћу маркантних природних и вештачких објеката на копну (светионици, храмови), а на отвореном мору по небеским телима и ветровима. Редовност монсун, а на Индијском океану навела је грчког поморца Хипала (Ιππαλος) да под ветром плови из Арабије право у Индију.

### Средњи век
Научне методе навигације у западну Европу пренели су Арапи, у чијим се школама у Шпанији у 12. веку учила и примена астрономије у навигацији. Другом половином 12. века конструисан је астролаб и помоћни инструмент ноктурнал, којим се могло одредити звездано време и положај Северњаче у односу на небески пол, а тиме и географска ширина на мору.
Шира примена бродског компаса и поморске карте, напредак у бродоградњи у 14. веку, унели су више сигурности и поузданости у вођењу брода уз обалу, а уз употребу астролаба, и на отвореном мору.
Највештији навигатори (пилоти) у то време били су поморци италијанских приморских градова, нарочито Венеције и Ђенове, а на северу поморци Ханзе. Венецијанци су употребљавали посебне табеле назване мартологио, сличне таблицама за сабирање курсева, којима су израчунавали приближну позицију брода на отвореном мору (сабрану позицију) након једрења од познате полазне позиције. Преваљени пут у појединим курсевима рачунали су помоћу пешчаног сата и брзине брода, процењене одока.
Португалија је почетком 15. века постала центар развоја навигације. Томе је највише допринио Хенрик Морепловац који је систематизовао целокупно тадашње знање о навигацији. Око 1483. формирана је у Португалији посебна комисија за навигацију, која је саставила табелу деклинација Сунца, подесну за израчунавање географске ширине помоћу висине Сунца у меридијану, и побољшала астролаб.

## Етимологија
Термин потиче из 1530-их, од латинске речи navigationem (ном. navigatio), од navigatus, стр. од navigare „пловити, препловити, ићи морем, управљати бродом”, од navis „брод” и корена agere „возити”.

## Основни концепти

### Географска ширина
Грубо, географска ширина неког места на Земљи је његова угаона удаљеност северно или јужно од екватора. Географска ширина се обично изражава у степенима (обележено са °) у распону од 0° на екватору до 90° на северном и јужном полу.  Географска ширина Северног пола је 90 °сгш, а географска ширина Јужног 90 °јгш.  Поморци су израчунавали географску ширину на северној хемисфери тако што су угледали полну звезду (Северњачу) помоћу секстанта и користећи табеле смањења видокруга за корекцију висине ока и атмосферске рефракције. Висина Северњаче у степенима изнад хоризонта је географска ширина посматрача, унутар једног степена.

### Географска дужина
Слично географској ширини, географска дужина места на Земљи је угаона удаљеност источно или западно од почетног меридијана или Гриничког меридијана. Географска дужина се обично изражава у степенима (означеним са °) у распону од 0° на Гриничком меридијану до 180° источно и западно. Сиднеј, на пример, има географску дужину од око 151° источно. Град Њујорк има географску дужину од 74° западно. Током већег дела историје, поморци су настојали да одреде географску дужину. Географска дужина се може израчунати ако је познато тачно време виђења. У недостатку тога, може се користити секстант да се узме лунарна удаљеност (која се назива и лунарна опсервација или скраћено „лунар“) која се, уз наутички алманах, може користити за израчунавање времена на нултој географској дужини (погледајте средње време по Гриничу). Поуздани морски хронометри нису постојали све до касног 18. века и били су недоступни све до 19. века. Око стотину година, од око 1767. до око 1850. године, поморци којима је недостајао хронометар користили су методу лунарних удаљености да одреде време у Гриничу како би пронашли своју географску дужину. Морнар са хронометром могао би да провери своје очитавање користећи лунарно одређивање времена у Гриничу.